# 破産債権
破産債権（はさんさいけん）とは、
- 免責された債務を債権化したもの。ゾンビ負債とも呼ばれる。

## 財産上の請求権
破産債権を債権者各自の自由な行使に委ねると、経済的破綻に陥った債務者の財産の公平な分配という破産手続の目的そのものが無意味となるからである。

### 優先的破産債権
破産財団に属する財産につき一般の先取特権（民法306条）その他一般の優先権がある破産債権を優先的破産債権といい、他の破産債権に優先して弁済を受ける（破産法98条1項）。
先取特権などの一般の優先権は、保護する必要が大きい債権に対して他の一般債権者に優先して弁済を受けることを可能とするために政策的に付与される権利であり、優先的破産債権は、これと同様の保護を破産手続において付与するために認められた制度である。

### 連帯債務者の一部の破産、保証債務履行請求債権、求償権等の手続参加
破産者に対して将来行うことあるべき求償権を有する者（保証人、他の連帯債務者など）も、その全額につき、破産債権者としてその権利を行うことができるが（破産法104条3項）、債権者がその債権の全額につき権利を行ったときは、求償権者が破産手続に参加するには、自らの債務の全部を履行しなければならないとされている（破産法104条3項但し書き、4項により「最高裁昭和62年6月2日判決・民集41巻4号769頁」を法制化）。
担保を供した第三者（物上保証人）が破産者に対して将来行うことあるべき求償権についても、同様である（破産法104条5項で、同条2項、3項および4項を準用）。

### 破産債権の届出及び調査

#### 破産債権の届出
債権届出書を裁判所に届け出るときには、証拠書類またはその謄本（全部事項証明書）若しくは抄本を提出することを要する。実際には破産債権届出書は裁判所が選任した破産管財人（弁護士）に届け出る取り扱いになっている。

#### 調査への異議と債権の確定に関する訴訟
破産者、破産債権者またはその代理人は、異議を述べることができる（破産法121条2項、123条など）。
異議を出された破産債権の破産債権者は、異議者を相手方として裁判所に破産債権査定申立てをすることができる（破産法125条1項）。裁判所は原則としてこれに対する裁判（破産債権査定決定）をすることになるが（破産法125条3項）その決定に対して不服のある異議者はさらに訴え（破産債権査定異議の訴え）を提起することができる（破産法126条1項）。
もっとも、破産債権者は、上述の査定決定または異議の訴えにおいて、債権調査の結果として破産債権者表に記載された事項のみを主張することができる（破産法128条）。また、執行力ある債務名義または終局判決がある債権については、異議者が、破産者がなすことができる訴訟手続（例えば確定判決であれば、口頭弁論の終結後に生じた異議の事由をもってする請求異議の訴え〈民事執行法35条1項、2項〉）によってのみ、その異議を主張することができる（破産法129条1項）。
債権確定訴訟の結果は、破産管財人または破産債権者の申立てにより破産債権者表に記載される（破産法130条）とともに、破産債権者の全員に対してその効力を有する（破産法131条1項）。

### 相殺権
相殺の担保的機能に対する信頼を重視し、債務者が破産した場合にも原則それが認められることを定めた規定である。ただし、以下の場合は相殺をなすことができない。

## 免責債務の債券化
アメリカにおいては、免責され価値が無くなったはずの債務が一部において取引されている。市場の創設は、1990年代初めだという。
通常、破産法により免責が決まるとクレジットリポートが更新される。ところが、債権会社の事務手続の不備等によりクレジットリポートが更新されず、あたかも債務が免責されていない状態になることがあるという。こうした債務は、他のクレジット会社などに買い取られ、新たな債務に衣替えをして元々の（本来、法律により借金が無くなっているはずの）債務者に請求が行われる。このようなケースでは、会社にクレジットレポートの更新を拒否され、訴訟となることもある。
元々の債務者にとっては、新規の借金（例えば住宅ローン）の障害となる（借金があると新しいローンが組めない）ことや、借りたお金を返さないのかという道義的な責任から、ゾンビ負債を支払うケースも多い。
他に免責された債務が回収可能となる方法としては、以下の場合がある。
- 債務者に直接おどしなどをかける
- 債権者が連邦倒産法第7章で破産を申し立てたときに、連邦倒産裁判所が「債権者は債務返済に充てられる資産を持っている」ことを突き止め、連邦倒産法第13章に切り替えた場合